# Vekunta malloti
Vekunta malloti är en insektsart som beskrevs av Matsumura 1914. Vekunta malloti ingår i släktet Vekunta och familjen Derbidae. Inga underarter finns listade i Catalogue of Life.